# Catocala olgaorlovae
Catocala olgaorlovae là một loài bướm đêm thuộc họ Erebidae. Nó là loài duy nhất được tìm thấy ở miền nam Levant ở đó nó was collected in two oases of miền trung Negev, En Avdat và En Ziq, và từ Egyptian miền trung bán đảo Sinai near Santa Katharina.
Sải cánh dài 86–95 mm. Con trưởng thành bay từ tháng 8 đến tháng 9.